# Adriana Ruano
Adriana Ruano Oliva (* 26. Juni 1995 in Guatemala-Stadt) ist eine guatemaltekische Sportschützin. Sie gewann bei den Olympischen Sommerspielen 2024 in Paris die erste Goldmedaille in der olympischen Geschichte ihres Landes. Sie siegte im Trap-Einzelwettkampf. 

## Leben und Karriere
Adriana Ruano nahm als junges Kind Ballettunterricht, konzentrierte sich aber bald auf das Geräteturnen. Früh trat Ruano dem guatemaltekischen Turnverband bei und gehörte bereits im Alter von acht Jahren der Nationalmannschaft an. 2011 erlitt sie im Alter von 16 Jahren eine schwere Wirbelsäulenverletzung, die sie daran hinderte, an einem Qualifikationsturnier in Tokio für die Olympischen Sommerspiele 2012 teilzunehmen. Die Ärzte rieten ihr ab, an dem Wettkampf teilzunehmen, da mit einer Wahrscheinlichkeit von 50 Prozent die Gefahr einer dauerhaften Lähmung bestand. Anfangs wollte Ruano trotz dieser Diagnose ihre Karriere im Kunstturnen fortsetzen, wandte sich aber schließlich dem Sportschießen zu.
Sie nahm an den Olympischen Sommerspielen 2020 (ausgetragen 2021 in Tokio) teil und belegte in ihrer Disziplin, dem Trap-Schießen, den 26. und damit letzten Platz. 2023 wurde sie bei den Panamerikanischen Spielen in Santiago de Chile Meisterin im Trap. Da das Nationale Olympische Komitee Guatemalas zum Zeitpunkt der Spiele suspendiert war, nahm Ruano als unabhängige Athletin unter der Flagge der Panamerikanischen Sportorganisation am Wettbewerb teil. Bei den Schieß-Weltmeisterschaften 2023 in Baku erreichte Ruano Platz 33 im Trap-Einzelwettbewerb. In derselben Disziplin gewann sie mit neuem olympischen Rekord (45 von 50 Wurfscheiben) bei den Olympischen Sommerspielen 2024 die Goldmedaille.
Parallel zu ihrer sportlichen Karriere absolvierte Adriana Ruano ein Studium der Ernährungswissenschaft an der Universidad Francisco Marroquín, das sie 2018 mit einem Bachelor-Examen abschloss. Ein Masterstudium in derselben Disziplin beendete sie 2023 an der Universidad del Valle de Guatemala.